# Caleta Acosta
Caleta Acosta är en vik i Antarktis. Den ligger i Västantarktis. Argentina, Chile och Storbritannien gör anspråk på området.
Caleta Acosta är Argentinas namn på viken. Chiles namn på viken är Caleta Macera. Caleta betyder "vik" på spanska.
Viken ligger i Wilhelminabukten vid Danco-kusten i Graham Land, cirka 5 km söder om Brooklyn Island. Viken är cirka 1,5 km bred vid dess inlopp och cirka 2,5 km bred vid dess spets.
Argentinska forskare namngav viken 1974 efter Guillermo Acosta, en sjöman av första klassen på korvetten Uruguay, under räddningen av de skeppsbrutna deltagarna i den första svenska Antarktisexpeditionen 1903. I Chile är dock viken uppkallad efter Emilio Enrique Macera Dellarossa, en deltagare i den första chilenska antarktiska expeditionen (1946–1947) som var med och etablerade Arturo Prat-stationen.